# 福部信敏
福部 信敏（ふくべ のぶとし、1938年7月26日 - 2006年11月1日）は、日本のギリシア美術史研究者。

## 人物・来歴
横浜生まれ。1963年東京教育大学卒業、同大専攻科入学、1965年早稲田大学大学院入学、72年博士課程満期退学、跡見学園女子大学講師、助教授をへて、80年教授、1990―92年副学長を務める。2000年東京芸術大学教授、2006年退職。

## 著書
- 『ギリシア美術紀行』時事通信社, 1987.3

共著
- 『世界美術全集 4 ジョルジオーネ・ティツィアーノ』清水徹共著 座右宝刊行会 編集. 小学館, 1978.2

### 翻訳
- ドラおよびエルヴィン・パノフスキー『パンドラの箱 神話の一象徴の変貌』阿天坊耀,塚田孝雄共訳. 美術出版社, 1975
- イルムガルト=フッター『西洋美術全史 4　初期キリスト教美術・ビザンティン美術』越宏一共訳 グラフィック社, 1978.11
- ウェンディ・ベケット『シスター・ウェンディの名画物語 はじめて出会う西洋絵画史』千足伸行ほか共訳. 講談社, 1996.9
- ナイジェル・スパイヴィ『ギリシア美術』 (岩波世界の美術) 岩波書店, 2000.12